# Warrabah National Park
Warrabah National Park är en park i Australien. Den ligger i delstaten New South Wales, i den sydöstra delen av landet, omkring 370 kilometer norr om delstatshuvudstaden Sydney. Arean är 40 kvadratkilometer.
Trakten runt Warrabah National Park är nära nog obefolkad, med mindre än två invånare per kvadratkilometer.. Närmaste större samhälle är Kingstown, omkring 17 kilometer öster om Warrabah National Park. 
I omgivningarna runt Warrabah National Park växer huvudsakligen savannskog. Genomsnittlig årsnederbörd är 881 millimeter. Den regnigaste månaden är februari, med i genomsnitt 138 mm nederbörd, och den torraste är oktober, med 23 mm nederbörd.